# مپل ریج، شهرستان آلپنا، میشیگان
مپل ریج (به انگلیسی: Maple Ridge Township) یک منطقهٔ مسکونی در ایالات متحده آمریکا است که در شهرستان آلپنا، میشیگان واقع شده‌است.
 مپل ریج  ۱٬۶۹۰ نفر جمعیت دارد و ۲۱۷ متر بالاتر از سطح دریا واقع شده‌است.